# Pícnic (pel·lícula)
Pícnic (títol original en anglès: Picnic) és una pel·lícula dels Estats Units de 1955 dirigida per Joshua Logan. Ha estat doblada al català.

## Argument
Hal Carter, un aventurer que decideix posar seny, busca una feina estable en un petit poble de Kansas. A la festa campestre ("pícnic") que se celebra amb motiu del Dia del Treball, es queda corprès de la bella oficial, l'encantadora Magda Owens, i, l'endemà, li demana que se'n vagi amb ell a Tulsa.

## Repartiment
- William Holden: Hal Carter
- Kim Novak: Marjorie "Madge" Owens
- Betty Field: Flo Owens
- Susan Strasberg: Millie Owens
- Cliff Robertson: Alan Benson
- Arthur O'Connell: Howard Bevans
- Verna Felton: Helen Potts
- Reta Shaw: Linda Sue Breckenridge
- Nick Adams: Bomber
- Raymond Bailey: Mister Benson
- Elizabeth Wilson: Christine Schoenfelder
- Rosalind Russell: Rosemary Sidney
- Warren Frederick Adams: un desconegut
- Carle E. Baker: l'obrer del sil
- George E. Bemis: un veí
- Henry P. Watson: El president de la Cambra de Comerç
- Henry Pagueo: L'alcalde
- Flomanita Jackson: una dona del comitè

## Premis i nominacions
Premis
- 1956: Oscar a la millor direcció artística per William Flannery, Jo Mielziner i Robert Priestley
- 1956: Globus d'Or al millor director per Joshua Logan

Nominacions
- 1956: Oscar a la millor pel·lícula
- 1956: Oscar al millor director per Joshua Logan
- 1956: Oscar al millor actor secundari per Arthur O'Connell
- 1956: Oscar al millor muntatge per Charles Nelson i William A. Lyon
- 1956: Oscar a la millor banda sonora per Joshua Logan
- 1957: BAFTA a la millor pel·lícula
- 1957: BAFTA al millor actor per William Holden
- 1957: BAFTA a la millor actriu per Kim Novak
- 1957: BAFTA a la millor nova promesa per Susan Strasberg